# 公子多情
《公子多情》是1988年上映的一部香港喜剧电影，由霍耀良執導，兩大巨星周潤發及梅艷芳首次合作出演男女主角。電影改編自愛爾蘭劇作家蕭伯納的《賣花女》（Pygmalion），但男女角色調換。電影有意借用當時梅艷芳在歌壇的百變形象，為她設計了十多個造型。本片同名主題曲由劉美君主唱，並收錄於《公子多情》大碟內。

## 劇情
周前進（周潤發 飾）與高佬偉（曾志偉 飾）及傻雞（成奎安 飾）偷渡到香港時失散，誤打誤撞下認識了剛被Lychee（利智 飾）及上官飛鳳（王小鳳 飾）戲弄的富商大口施（王青 飾）。施靈機一觸下請來形象設計專家Anita（梅艷芳 飾）改造前進成為多情公子，向二女報仇。其間笑話連篇，前進與Anita二人情愫漸生。前進終成為一個風度翩翩的公子，吸引了船王之女Fiona（李美鳳 飾）。施被Fiona拒愛，欲找前進戲弄之不果，決帶同高佬偉及傻雞當眾拆穿前進的身份。前進承認一切並拒絕Fiona的愛意，往找Anita，而Anita則已乘火車往絲綢之路旅遊，前進飛車追Anita，及後追至，Anita深感前進之真情而被其感動，二人大團聚後結局，Fiona之母更協助前進移民，讓他成為多明尼加的公民。

## 角色
| 演員   | 角色       | 備註                                                                                                |
| ------ | ---------- | --------------------------------------------------------------------------------------------------- |
| 周潤發 | 周前進     | Nelson 偷渡客 Anita之形象設計學生，並鍾情其，最後成為其未婚夫 被Fiona告白並成為其未婚夫，但後來拒愛 |
| 梅艷芳 | Anita      | Ta姐 周前進之形象設計專家，並鍾情其，後為其未婚妻                                                   |
| 李美鳳 | Fiona      | 喜歡周前進並向他告白，後成為其未婚妻，但後被拒絕                                                    |
| 王晶   |            | Fiona之叔                                                                                           |
| 潘迪華 |            | Fiona之母                                                                                           |
| 曾志偉 | 高佬偉     | 周前進，傻雞之好友                                                                                  |
| 成奎安 | 傻雞       | 周前進，高佬偉之好友                                                                                |
| 利智   | 莉芝       | 喜歡周前進                                                                                          |
| 王小鳳 | 上官飛鳳   | 喜歡周前進                                                                                          |
| 吳君如 | 朱麗麗     | Anita之助理                                                                                         |
| 王青   | 大口施     | |
| 元華   | 朱督背     | |
| 余慕蓮 | 高佬偉愛人 | |
| 羅蘭   | 大口施姨媽 | |
|        | 基佬偉     | |

## 獎項
| 年份 | 頒獎典禮            | 獎項       | 名字 | 結果 |
| ---- | ------------------- | ---------- | ---- | ---- |
| 1989 | 第8屆香港電影金像獎 | 十大華語片 |      | 獲獎 |

## 外部連結
- 香港影庫上《公子多情》的資料（繁體中文）
- 開眼電影網上《公子多情》的資料（繁體中文）
- 豆瓣电影上《公子多情》的資料 （简体中文）
- 时光网上《公子多情》的資料（简体中文）
- AllMovie上《公子多情》的资料（英文）
- 爛番茄上《公子多情》的資料（英文）
- 互联网电影数据库（IMDb）上《公子多情》的资料（英文）